# 63 Seaworld
63 Seaworld là thủy cung mở cửa vào năm 1985 ở 63 Building, Yeouido, Seoul, Hàn Quốc. Nó là thủy cung công cộng đầu tiên ở quốc gia này. 63 Building là tòa nhà cao nhất Hàn Quốc sau khi hoàn tất xây dựng, và nó vẫn là tòa nhà mang tính biểu tượng ở Seoul. Thủy cung thu hút 1.000.000 khách mỗi năm.

## Lịch sử
Thủy cung được mở cửa vào 1985, chiếm 3 tầng với diện tích 5.630 mét vuông (60.600 foot vuông) trong 63 Building (tầng thứ ba là nơi chứa thiết bị và không mở cửa công cộng). Nhiệm vụ của nó là "trở thành trung tâm giáo dục cho những người quan tâm muốn học hỏi thêm về cuộc sống đại dương," và nó tái bản các sinh vật biển trên thế giới.

## Động vật
63 Seaworld hiện là nhà của 20,000+ động vật đại diện 400+ loài, bao gồm Chim cánh cụt vua, Chim cánh cụt châu Phi, Cá hải tượng long, Cá răng đao, Rái cá vuốt bé, Hải cẩu cảng, Sư tử biển.

## Triển lãm
Thủy cung bao gồm 80 bể, 54 bể dùng để trưng bày cho công chúng, phần còn lại dùng để nuôi và lai giống sinh vật biển quý hiếm.
Bể di cư
Bể này chứ 200 tấn (550.000 galông Mỹ (2.100 m3)) nước, và là nhà của các động vật di cư. Bể cao 2,1 mét (6 ft 11 in) và bao bọc 42 mét (138 ft), và bề dày là 11 xentimét (4,3 in).

## Chương trình
Hải cẩu
Gồm 4 hải cẩu và 2 trong chúng sẽ biểu diễn 4 lần mỗi ngày. Khá giống với các buổi biểu diễn hải cẩu từ các thủy cung khác.
Sư tử biển
Sư tử biển Nam Mỹ và Sư tử biển California sẽ biểu diễn 3 lần mỗi ngày. Buổi biểu diễn giống như nhạc kịch nơi mà hầu hết các màn hình diễn hoàn thành bởi người huấn luyện.

## Liên kết
- Website chính thức